# Mari Fortes
María Fortes Roca (Cuevas Bajas, Málaga), más conocida como Mari Fortes o Mary Fortes es una novillera, empresaria taurina, crítica taurina, ganadera y profesora de la escuela taurina de Málaga. Se casó con el banderillero Gaspar Jiménez y es la madre del torero Saúl Jiménez Fortes, es la primera torera española madre de un matador de toros.

## Inicios
Mari Fortes nació en Cuevas Bajas (Málaga). Sin antecedentes taurinos en el seno familiar, tuvo su primer contacto con la tauromaquia por casualidad a los nueve años, un día salió a comprar el pan mientras se televisaba una corrida de toros de Manuel Benítez el Cordobés y al pasar por el bar de su pueblo, donde había un grupo de personas viéndolo, descubrió su vocación por el toreo.
En esas primeras etapas, Mari desconocía que ser torero era una profesión solo de hombres y que la ley prohibía expresamente a las mujeres torear a pie. A medida que fue familiarizándose con el mundo del toro, fue conociendo los diferentes obstáculos, así como el movimiento que luchaba para acabar con la limitación impuesta a las mujeres para lidiar a pie. En 1974, Ángela Hernández consiguió que la ley fuera derogada y se legalizase el toreo para las mujeres, la ley fue publicada por el ministerio del interior el 10 de agosto de 1974.  A partir de entonces Mari Fortes empezó a prepararse de forma profesional para torear. 
A los dieciséis años su familia se trasladó a Castellón, donde comenzó a entrenar en la plaza de toros. Estaba prevista su presentación en dicha plaza el 12 de octubre de 1975, pero se suspendió el festejo por causa de la lluvia, aplazándose hasta el día de Navidad.

## Logros
Entre los años 1975 y 1976 formó parte de la cuadrilla de mujeres conocida como  6 mujeres 6 que creó Francisco Rodríguez (empresario taurino), junto con Maricruz, Rosarillo de Colombia, Alicia Tomás, La Algabeña y Maribel Atienzar, y llegó a participar en más de cuarenta novilladas sin picadores por las plazas de  más de media España, entre las que destaca la de Alcalá de Henares el 2 de mayo y la de Vistalegre (Madrid) el 17 de julio.
El debut con picadores fue en Vélez-Málaga el 26 de septiembre de 1976 con motivo de la Feria de san Miguel en la que se lidiaron dos reses de la ganadería de Gallardo y dos de Ana Romero de Carrasco, alternando con el también novillero Jesús Márquez en un mano a mano, según el cartel anunciador del festejo en la cuadrilla de Fortes figuraban Antonio Segura y Antonio Trigo (picadores) y Gaspar Jiménez, Andrés Ruano y José Gónzalez (banderilleros), el sobresaliente fue Santiago Cortés. Lidió junto a Andrés Romero y Pepe Luis Vargas en Pamplona donde cortó una oreja y dio una vuelta al ruedo, la corrida fue televisada y en el sorteo la novillera fue quien sacó los números para la asignación de los toros de su lote. Otras plazas importantes donde toreó Mari Fortes fueron la Monumental de Barcelona, la Monumental de Pamplona, la Malagueta y la Real del Puerto de Santa María, donde lidió en una novillada nocturna y obtuvo dos orejas. En las Colombinas en Huelva, toreó otra nocturna el 2 de agosto de 1976 junto con Maricruz Gómez, Alicia Tomás, Lola Malla y Maribel Atienza.
Tras lidiar cincuenta y nueve novilladas con picadores en el año 1977, Mari Fortes se preparó para tomar la alternativa como matadora de toros, prevista para la feria de Jaén con toros del ganadero Marcos Núñez y de padrino José Luis Galloso con Tomás Campuzano y Francisco Ruiz Miguel, sin embargo a pesar de tener firmado el contrato, una lesión de rodilla impidió que la novillera pudiese tomar la alternativa. Toreó en Málaga reses de la ganadería de bravos Diego Puerta  el 21 el agosto de 1977, en el cartel figuraban además de Mari Fortes, Jesús Márquez y Pepe Luis Vargas, la novillera obtuvo una oreja y vuelta al ruedo en la lidia del primer novillo y una voltereta en el segundo. El debut en Barcelona se produjo el 25 de agosto del mismo año, donde obtuvo dos orejas. En Madrid el 12 de septiembre de 1977 tras un acto político se lidió una novillada en la plaza de Carabanchel donde alternaron Mari Fortes, Pascual Gómez Jaén y, Luis Ramón Gil con reses del hierro de Valdelama y Leopoldo Lamamié de Clairac.
Cuando terminó su compromiso con Francisco Rodríguez conoció al banderillero Gaspar Jiménez que asumió la dirección de sus asuntos profesionales como apoderado con quien se casó en 1982.
En 1977 toreó 25 festejos con caballos. Fue herida por un toro en San Sebastián de los Reyes el 24 de abril y el 25 de julio toreó en Barcelona, cortando una oreja de cada uno de los toros que lidió.
En 1978 sumó nueve festejos, incluyendo un gran éxito en Villanueva de las Fuentes (Ciudad Real) el 2 de septiembre.

## Adiós a los ruedos
Mari Fortes, durante su trayectoria, no recibió una cornada grave; a pesar de ello, una lesión del menisco y las operaciones derivadas de una cornada recibida en una novillada con picadores le obligaron a abandonar los ruedos; toreó por última vez en público en mayo de 1983 en Carratraca (Málaga). Cuando se retiró de los ruedos la novillera estaba embaraza de su primera hija.
La trayectoria de Mari Fortes no fue fácil, en algunas ocasiones se encontró con la negativa por parte de otros toreros a compartir cartel con ella incluso después de levantarse el veto que impedía torear a pie a las mujeres.
Junto a su marido Gaspar Jiménez ejercieron de empresarios taurinos y gerentes de diversas plazas de toros como la de Benalmádena, Torremolinos y Mijas entre otras actividades empresariales. Durante una época fue profesora de la escuela taurina de la diputación de Málaga y regentaba una gestoría taurina. Asimismo, figura como propietaria de la ganadería de Fuente de los Vaqueros, situada en Álora (Málaga). Mari Fortes ha continuado toreando en privado en el campo.